# Sequestro conservativo (ordinamento civile italiano)
Il sequestro conservativo, nel diritto civile italiano, è un mezzo di conservazione della garanzia patrimoniale e un vincolo di indisponibilità materiale e giuridica.

## Disciplina sostanziale

### Sequestro nei confronti del debitore o del terzo
Ex art. 2905 c.c., il creditore può chiedere il sequestro conservativo dei beni del debitore, secondo le regole stabilite dal codice di procedura civile.
Il sequestro può essere chiesto anche nei confronti del terzo acquirente dei beni del debitore, qualora sia stata proposta l'azione per far dichiarare l'inefficacia dell'alienazione.

### Effetti
Ex art. 2906 c.c., non hanno effetto in pregiudizio del creditore sequestrante le alienazioni e gli altri atti che hanno per oggetto la cosa sequestrata, in conformità delle regole stabilite per il pignoramento.
Non ha parimenti effetto in pregiudizio del creditore opponente il pagamento eseguito dal debitore, qualora l'opposizione sia stata proposta nei casi e con le forme stabilite dalla legge.

## Disciplina processualistica
Al sequestro conservativo, in quanto misura cautelare, si applicano le disposizioni concernenti i procedimenti cautelari in generale (Sezione I, Titolo IV, Libro VI del codice di procedura civile, c.d. processo cautelare uniforme).
In particolare, al pari delle altre misure cautelari, il provvedimento di sequestro conservativo è disposto se ricorrono congiuntamente i seguenti requisiti:
- fumus boni iuris, ossia la probabile fondatezza dell'esistenza del diritto vantato;
- periculum in mora, ossia il pericolo che si verifichi un pregiudizio rispetto a tale diritto.

### Costituzione del vincolo
Ex art. 671 c.p.c., il giudice, su istanza del creditore che ha fondato timore di perdere la garanzia del proprio credito, può autorizzare il sequestro conservativo di beni mobili o immobili del debitore o delle somme e cose a lui dovute, nei limiti in cui la legge ne permette il pignoramento.

### Termine di efficacia
Ex art. 675 c.p.c., il provvedimento che autorizza il sequestro conservativo (al pari di quello che autorizza il sequestro giudiziario) perde efficacia, se non è eseguito entro il termine di trenta giorni dalla pronuncia.

### Esecuzione del sequestro conservativo
Ex art. 678 c.p.c., il sequestro conservativo sui mobili e sui crediti si esegue secondo le norme stabilite per il pignoramento presso il debitore o presso terzi. Se il sequestro conservativo ha luogo presso terzi, il sequestrante deve, con l'atto di sequestro, citare il terzo a comparire davanti al tribunale del luogo di residenza del terzo stesso per rendere la dichiarazione (ex art. 547 c.p.c.) in ordine alla sussistenza e alla consistenza dei propri debiti nei confronti del debitore nei cui confronti il sequestro è stato disposto. Il giudizio sulle controversie relative all'accertamento dell'obbligo del terzo è sospeso fino all'esito di quello sul merito, a meno che il terzo non chieda l'immediato accertamento dei propri obblighi.
Se il credito è munito di privilegio sugli oggetti da sequestrare, il giudice può provvedere nei confronti del terzo detentore.
Se nel corso della esecuzione del sequestro sorgono difficoltà che non ammettono dilazione, ciascuna parte può chiedere al giudice,  anche verbalmente, i provvedimenti temporanei occorrenti (ex art. 610 c.p.c.).
Ex art. 679 c.p.c., il sequestro conservativo sugli immobili si esegue con la trascrizione del provvedimento presso l'ufficio del conservatore dei registri immobiliari del luogo in cui i beni sono situati. Per la custodia dell'immobile si applica la disposizione relativa alla custodia dei beni pignorati (ex art. 559 c.p.c).

## Differenze con altri istituti
Il sequestro conservativo è diverso dal sequestro giudiziario (ex art. 670 c.p.c.), vincolo giudiziale predisposto per conservare un bene di cui è in contestazione la proprietà od il possesso, che sono quindi controversi (articolo 670 codice di procedura civile). Tuttavia, come per il sequestro conservativo, anche qui il giudice dovrà accertarsi almeno dell'esistenza del fumus boni iuris.
Ulteriori differenze ricorrono con il sequestro convenzionale, che ha lo stesso fine del sequestro giudiziario, ma lo realizza tramite l'accordo dei contendenti, che affidano il bene oggetto di lite ad un terzo al fine di custodirlo e di restituirlo, poi, a chi risulterà averne il diritto.